# غابرييل دي آندا
غابرييل دي آندا (بالإسبانية: Francisco Gabriel de Anda)‏ (مواليد 5 يونيو 1971) هو لاعب كرة قدم. يلعب مع منتخب المكسيك لكرة القدم. سبق له أن لعب في كأس العالم لكرة القدم مع منتخب بلاده.

## روابط خارجية
- غابرييل دي آندا على موقع قاعدة بيانات كرة القدم.إي يو (الإنجليزية)
- غابرييل دي آندا على موقع ناشيونال فوتبول تيمز (الإنجليزية)
- غابرييل دي آندا على موقع Soccerway.com (الإنجليزية)